# Pustieta
Pustieta – wieś w Rumunii, w okręgu Neamț, w gminie Oniceni. W 2011 roku liczyła 224 mieszkańców.